# Немецкий симфонический оркестр Берлина
Немецкий симфонический оркестр Берлина (нем. Deutsches Symphonie-Orchester Berlin) — симфонический оркестр в Берлине.
Основан в 1946 г. как Симфонический оркестр РИАС (нем. RIAS-Symphonie-Orchester, где RIAS — нем. Rundfunk im amerikanischen Sektor, Радио в американском секторе [Западного Берлина]; в англоязычных источниках был известен под названием англ. American Sector Symphony Orchestra). В 1956 г. переименован в Симфонический оркестр Берлинского радио (нем. Radio-Symphonie-Orchester Berlin) — при том, что в Восточном Берлине одновременно существовал другой Симфонический оркестр Берлинского радио (нем. Rundfunk-Sinfonieorchester Berlin). Наконец, в 1993 г. оркестр вновь поменял наименование на современное.
Первым руководителем оркестра, во многом определившим его высокую репутацию, стал в 1948 г. Ференц Фричай, который возглавлял его (с перерывом в 1954-59) до 1963 г. Впоследствии оркестром руководили известные дирижёры Л. Маазель, Р. Шайи, К. Нагано и др. Главный дирижёр оркестра с 2016 г. — Р. Тиччати.

## Руководители оркестра
- Ференц Фричай (1948—1954, 1959—1963)
- Лорин Маазель (1964—1975)
- Эрих Ляйнсдорф (1978—1980)
- Рикардо Шайи (1982—1989)
- Владимир Ашкенази (1989—1999)
- Кент Нагано (2000—2006)
- Инго Метцмахер (2007—2010)
- Туган Сохиев (2012—2016)
- Робин Тиччати (с 2016)